# Viet Thanh Nguyen
Viet Thanh Nguyen (* 13. března 1971) je americký spisovatel vietnamského původu. Jeho literární debut, román Sympatizant (2015), mu kromě množství jiných prestižních ocenění v roce 2016 vynesl také Pulitzerovu cenu. Je prominentním členem Americké akademie umění a věd, a také získal stipendium nadace MacArthur Foundation a Guggenheimovo stipendium.

## Život
Nguyen se narodil v roce 1971 v Ban Me Thuotu ve Vietnamu jako syn uprchlíků ze severního Vietnamu, kteří se na jih přestěhovali v roce 1954. Po pádu Saigonu v roce 1975 jeho rodina uprchla do Spojených států. Nguyenova rodina se nejdříve usadila ve Fort Indiantown Gap v Pensylvánii, což byl jeden ze čtyř amerických uprchlických táborů, které přijímali uprchlíky z Vietnamu. Nguyenova rodina se pak přestěhovala do Harrisburgu v Pensylvánii, kde zůstali do roku 1978.
Později se přestěhovali do San Jose v Kalifornii, kde si ovetřeli vietnamský obchod s potravinami, jeden z prvních obchodů tohoto druhu v okolí. Nguyen studoval na základní katolické škole a pak na střední škole Bellarmine College Preparatory.
Nguyen byl poté krátce studentem Kalifornské univerzity v Riverside a Kalifornské univerzity v Los Angeles, než se nakonec rozhodl, že studium ukončí na Kalifornské univerzitě, kde v roce 1992 získal titul bakaláře (B.A.) v oborech anglická literatura a etnická studia. Následně v roce 1997 získal titul doktoranda (Ph.D.) v oboru anglická literatura na Kalifornské univerzitě v Berkeley. V tomtéž roce se přestěhoval do Los Angeles jako přednášející asistent na Univerzitě Jižní Kalifornie na dvou katedrách: katedře anglistiky a katedře amerických a etnických studií. V roce 2003 se stal profesorem na obou katedrách.
Kromě přednášení a psaní Nguyen také přispívá do deníku Los Angeles Times a je editorem blogu diaCRITICS Archivováno 29. 12. 2019 na Wayback Machine. věnovaného spájení umělců vietnamské diaspory.

### Romány
- The Sympathizer (2015, v češtině vyšlo jako Sympatizant, 2017, přel. Karel Makovský, ISBN 978-80-7565-158-7)

### Naučná literatura
- Nothing Ever Dies: Vietnam and The Memory of War (2016)
- Race and Resistance: Literature and Politics in Asian America (2002)

### Povídky
- sbírka povídek The Refugees (2017)